# Mistyka kobiet
Mistyka kobiet – mistyka chrześcijańska, która rozwinęła się pod koniec XII i w XIII w. na obszarze dzisiejsze płn. Francji, Belgii i Holandii. Wpływ na jej rozwój miały beginki i cysterki, przy czym jest ona związana ze średniowiecznym „ruchem religijnym kobiet”.

## Czasy starożytne
Ewangelie mówią nam o wielu przypadkach kiedy Jezus rozmawiał z kobietami, odwiedzał je i uczył, pozwalał grzesznicom się dotykać i namaszczać. Przede wszystkim jednak to kobiety są obecne w głównych wydarzeniach historycznych, takich jak ukrzyżowanie, zmartwychwstanie i wniebowstąpienie. Występują w charakterze świadków tych wydarzeń. Zmartwychwstały ukazuje się najpierw kobietom i każe im – jako pierwszym – głosić, że zmartwychwstał. Przez te i inne wydarzenia Jezus zrównał kobietę i mężczyznę wobec Boga i ludzi. Wydarzenia nowotestamentalne są podstawą działania kobiet w Kościele. 
Wiele kobiet zdawało sobie sprawę z tego dowartościowania i pokazywały, że są go godne oddając życie za wiarę (np. Perpetua i Felicyta). Przykład Matek pustyni i powstanie zakonów żeńskich nie tylko pozwalały kobietą wieść życie duchowe, ale także umożliwiały im poznawanie języków i zdobywania wykształcenia filozoficzno-teologicznego.  

## Średniowiecze
Wczesne średniowiecze zdaje się nie znać mistyki kobiet. Pierwsze mistyczki, Hildegarda i Elżbieta z Schӧnau, pojawiają się dopiero w XII w. Nieco później ta forma doświadczeń religijnych pojawia się w płn. Italii: Klara z Asyżu, Helena Enselmini, Małgorzata z Kortony, Aniela z Foligno, Agnieszka z Montepulciano i inne. Natomiast we Francji w XIII w. tylko na południu żyje kilka mniszek: Małgorzata Porete, Ducelina z Digne, Beatrix z Ornacieux.
Na obszarze niemieckojęzycznym mistyka kobiet od XIII do XV w. rozwijała się zwłaszcza w klasztorach dominikanek (Elżbieta z Oye, Małgorzata Ebner). 
W XIV w. przypada kulminacyjny punkt rozwoju mistyki kobiet. W Italii reprezentantkami są Brygida Szwedzka i Katarzyna ze Sieny. W Niemczech należy wymienić Krystynę Ebner i Małgorzatę Ebner, Adelajdę Langmann i Dorotę z Mątowów; jeśli chodzi o Niderlandy – Gertrudę z Oosten i Lidwy; jeśli chodzi o Francję – Joannę z Maillè.
Czysto liczbowy rozwój mistyki kobiet pod koniec średniowiecza i w całym okresie wczesnej nowożytności zdaje się mieć związek z ukształtowanym w późnym średniowieczu typem świętości, który podkreśla mistyczne przeżycia. 

## Czasy nowożytne
W czasach nowożytnych liczba mistycznie uzdolnionych kobiet nie zmniejsza się, ale są one mniej znane, ponieważ Kościół katolicki stał się ostrożniejszy i bardziej krytyczny wobec objawień prywatnych i zjawisk mistycznych. Nieporównywalnie wielką sławę zyskała karmelitanka Teresa z Ávili, która stała się główną przedstawicielką mistyki kobiet wczesnej nowożytności.